# Siphonoglossa greggii
Siphonoglossa greggii là một loài thực vật có hoa trong họ Ô rô. Loài này được Greenm. & C.H. Thomps. miêu tả khoa học đầu tiên năm 1914.